# بیبیانا فرناندس
بیبیانا فرناندز (به اسپانیایی: Bibiana Fernández) بازیگر، خواننده و مانکن اسپانیایی است. او متولد ۱۳ فوریه ۱۹۵۴ اسپانیا است. او یک زن ترنس است.
از فیلم‌ها یا برنامه‌های تلویزیونی که وی در آنها نقش داشته‌است می‌توان به کیکا اشاره کرد.

## فیلم‌شناسی
فهرست برخی از فیلم‌هایی که بیبیانا فرناندس در آنها به ایفای نقش پرداخته‌است:
- کیکا
- کفش پاشنه‌بلند
- ماتادور
- عشق نه، فقط دیوانگی